# Halle aux grains (Foix)

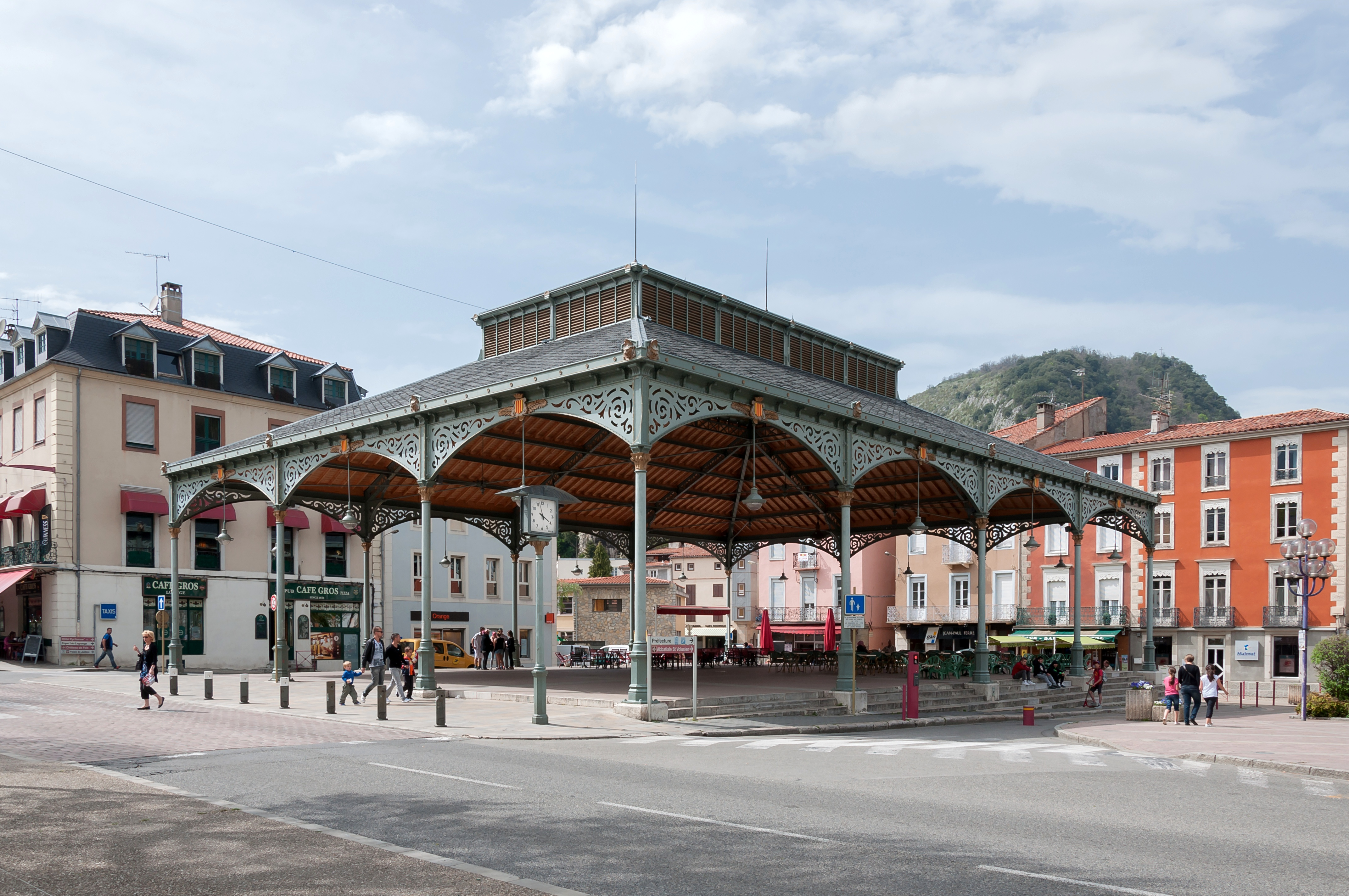
Halle aux grains in Foix (2013)

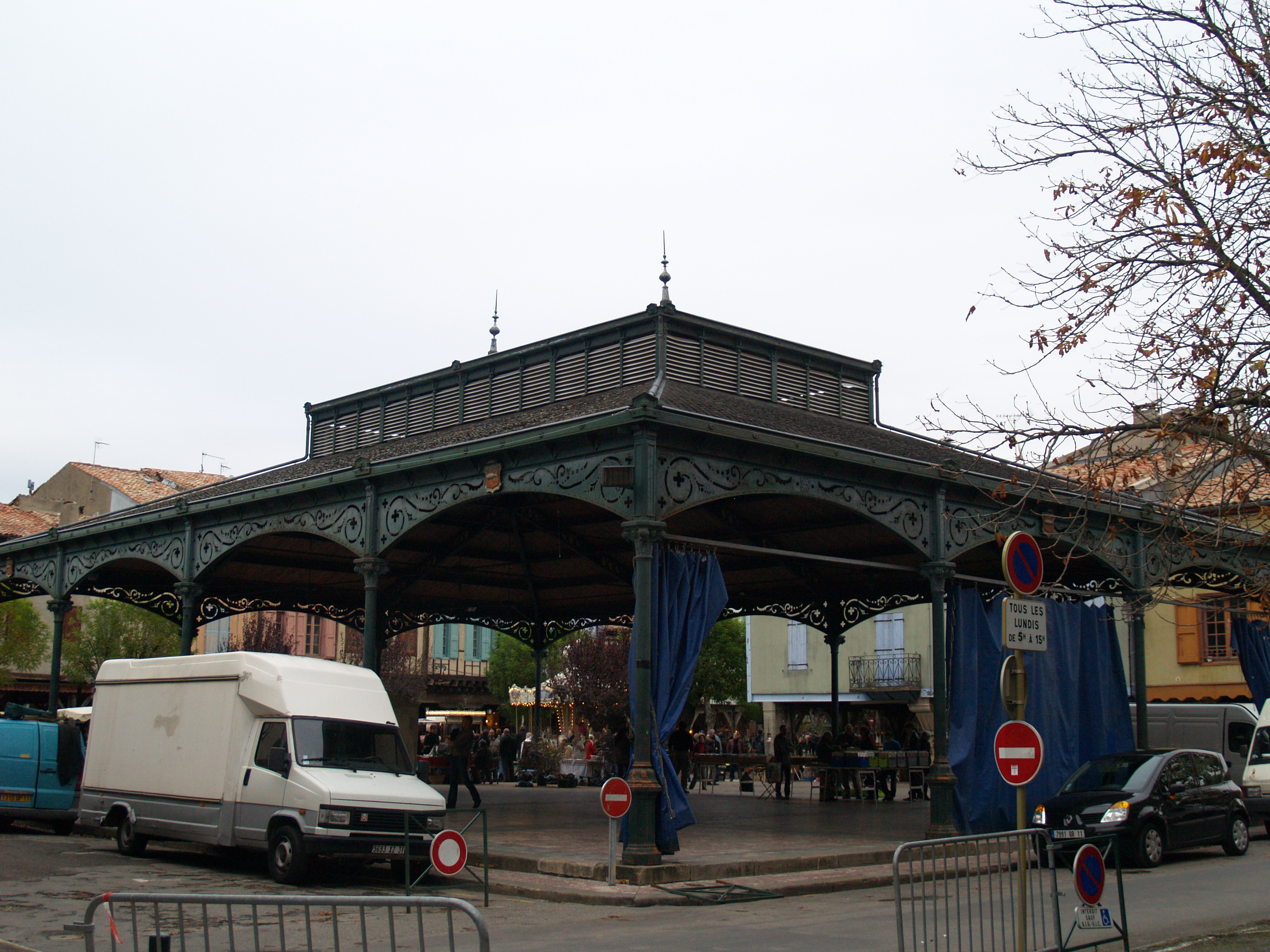
Baugleiche Halle in Mirepoix (2010)

Die Halle aux grains (deutsch Kornhalle) in Foix, einer französischen Gemeinde im Département Ariège in der Region Okzitanien, wurde 1870 errichtet.
Die aus einer Stahlkonstruktion bestehende Markthalle im Stil der Hallen von Victor Baltard wurde im Jahr 2009 umfassend renoviert. Sie ist baugleich mit der Markthalle in Mirepoix.